# Capi di governo del Liechtenstein

Bandiera di Stato del Liechtenstein

Questo è un elenco dei capi di governo del Liechtenstein (in tedesco Regierungschef), dal 1921 ad oggi.

## Capi di governo
| #  | Nome (Nascita–Morte)                                    | Mandato          | Mandato          | Mandato              | Elezioni                                          | Partito politico                   | Principi                          |
| #  | Nome (Nascita–Morte)                                    | Inizio           | Fine             | Durata               | Elezioni                                          | Partito politico                   | Principi                          |
| -- | ------------------------------------------------------- | ---------------- | ---------------- | -------------------- | ------------------------------------------------- | ---------------------------------- | --------------------------------- |
| 1  | Josef Ospelt (1881–1962)                                | 2 marzo 1921     | 4 maggio 1922    | 1 anno e 62 giorni   | —                                                 | Partito Progressista dei Cittadini | Giovanni II (1858–1929)           |
| –  | Alfons Feger (1856–1933) ad interim                     | 4 maggio 1922    | 1º giugno 1922   | 28 giorni            | —                                                 | Indipendente                       | Giovanni II (1858–1929)           |
| –  | Felix Gubelmann (1880–1929) ad interim                  | 1º giugno 1922   | 6 giugno 1922    | 5 giorni             | —                                                 | Indipendente                       | Giovanni II (1858–1929)           |
| 2  | Gustav Schädler (1883–1961)                             | 6 giugno 1922    | 28 giugno 1928   | 6 anni e 22 giorni   | 1922 1926 (Gennaio) 1926 (Aprile)                 | Partito Popolare Cristiano-Sociale | Giovanni II (1858–1929)           |
| –  | Alfredo Romano del Liechtenstein (1875–1930) ad interim | 28 giugno 1928   | 4 giugno 1928    | 37 giorni            | —                                                 | Indipendente                       | Giovanni II (1858–1929)           |
| 3  | Josef Hoop (1895–1959)                                  | 4 agosto 1928    | 3 settembre 1945 | 17 anni e 30 giorni  | 1928 1930 1932 1936 1939                          | Partito Progressista dei Cittadini | Giovanni II (1858–1929)           |
| 3  | Josef Hoop (1895–1959)                                  | 4 agosto 1928    | 3 settembre 1945 | 17 anni e 30 giorni  | 1928 1930 1932 1936 1939                          | Partito Progressista dei Cittadini | Francesco I (1929–1938)           |
| 3  | Josef Hoop (1895–1959)                                  | 4 agosto 1928    | 3 settembre 1945 | 17 anni e 30 giorni  | 1928 1930 1932 1936 1939                          | Partito Progressista dei Cittadini | Francesco Giuseppe II (1938–1989) |
| 4  | Alexander Frick (1910–1991)                             | 3 settembre 1945 | 16 luglio 1962   | 16 anni e 317 giorni | 1945 1949 1953 (Febbraio) 1953 (Giugno) 1957 1958 | Partito Progressista dei Cittadini |                                   |
| 5  | Gerard Batliner (1928–2008)                             | 16 luglio 1962   | 18 marzo 1970    | 7 anni e 245 giorni  | 1962 1966                                         | Partito Progressista dei Cittadini |                                   |
| 6  | Alfred Hilbe (1928–2011)                                | 18 marzo 1970    | 27 marzo 1974    | 4 anni e 9 giorni    | 1970                                              | Unione Patriottica                 |                                   |
| 7  | Walter Kieber (1931–2014)                               | 27 marzo 1974    | 26 aprile 1978   | 4 anni e 30 giorni   | 1974                                              | Partito Progressista dei Cittadini |                                   |
| 8  | Hans Brunhart (1945)                                    | 26 aprile 1978   | 26 maggio 1993   | 15 anni e 30 giorni  | 1978 1982 1986 1989                               | Unione Patriottica                 |                                   |
| 8  | Hans Brunhart (1945)                                    | 26 aprile 1978   | 26 maggio 1993   | 15 anni e 30 giorni  | 1978 1982 1986 1989                               | Unione Patriottica                 | Giovanni Adamo II (Dal 1989)      |
| 9  | Markus Büchel (1959–2013)                               | 26 maggio 1993   | 15 dicembre 1993 | 203 giorni           | 1993 (Febbraio)                                   | Partito Progressista dei Cittadini |                                   |
| 10 | Mario Frick (1965)                                      | 15 dicembre 1993 | 5 aprile 2001    | 7 anni e 112 giorni  | 1993 (Ottobre) 1997                               | Unione Patriottica                 |                                   |
| 11 | Otmar Hasler (1953)                                     | 5 aprile 2001    | 25 marzo 2009    | 7 anni e 354 giorni  | 2001 2005                                         | Partito Progressista dei Cittadini |                                   |
| 12 | Klaus Tschütscher (1967)                                | 25 marzo 2009    | 27 marzo 2013    | 4 anni e 2 giorni    | 2009                                              | Unione Patriottica                 |                                   |
| 13 | Adrian Hasler (1964)                                    | 27 marzo 2013    | 25 marzo 2021    | 7 anni e 363 giorni  | 2013 2017                                         | Partito Progressista dei Cittadini |                                   |
| 14 | Daniel Risch (1978)                                     | 25 marzo 2021    | 10 aprile 2025   | 4 anni e 16 giorni   | 2021                                              | Unione Patriottica                 |                                   |
| 15 | Brigitte Haas (1964)                                    | 10 aprile 2025   | in carica        | 0 anni e 51 giorni   | 2025                                              | Unione Patriottica                 |                                   |